# Sergio Bonilla (attore)
Sergio Bonilla (28 agosto 1974) è un attore e doppiatore messicano.
Si è cimentato nel cinema, nel teatro, nella televisione e nel doppiaggio. È il figlio degli attori Socorro Martínez e Héctor Bonilla. È noto per aver dato la voce di Trunks all'inizio della saga di Dragon Ball Z, Nelson nei Simpsons dalla quarta alla decima stagione, Kaede Rukawa in Slam Dunk, Remy di Ratatouille, Scott Lang/Ant-Man nel Marvel Cinematic Universe.